# UBXN6
UBXN6‏ (UBX domain-containing protein 6) هوَ بروتين يُشَفر بواسطة جين UBXN6 في الإنسان.